# 戈梅利农业机械制造有限公司
戈梅利农业机械制造有限公司是白俄罗斯戈梅利的一家农业机械生产企业，始建于1930年，目前是是世界上领先的青贮机生产商，2009年起开始与中国合作。